# Madame Hanka Zborowska accoudée à une chaise
Madame Hanka Zborowska accoudée à une chaise est un tableau réalisé par le peintre italien Amedeo Modigliani en 1919. Cette huile sur toile est le portrait à mi-corps d'Anna Zborowska, qu'il représente par ailleurs à plusieurs reprises. La compagne du marchand d'art Léopold Zborowski figure ici vêtue de blanc devant un fond gris, son bras droit passé autour du dossier de la chaise sur laquelle elle est assise. L'œuvre est achetée à Paul Guillaume par Albert Barnes le 2 mars 1923. Elle est conservée à la Fondation Barnes, à Philadelphie, en Pennsylvanie, aux États-Unis.

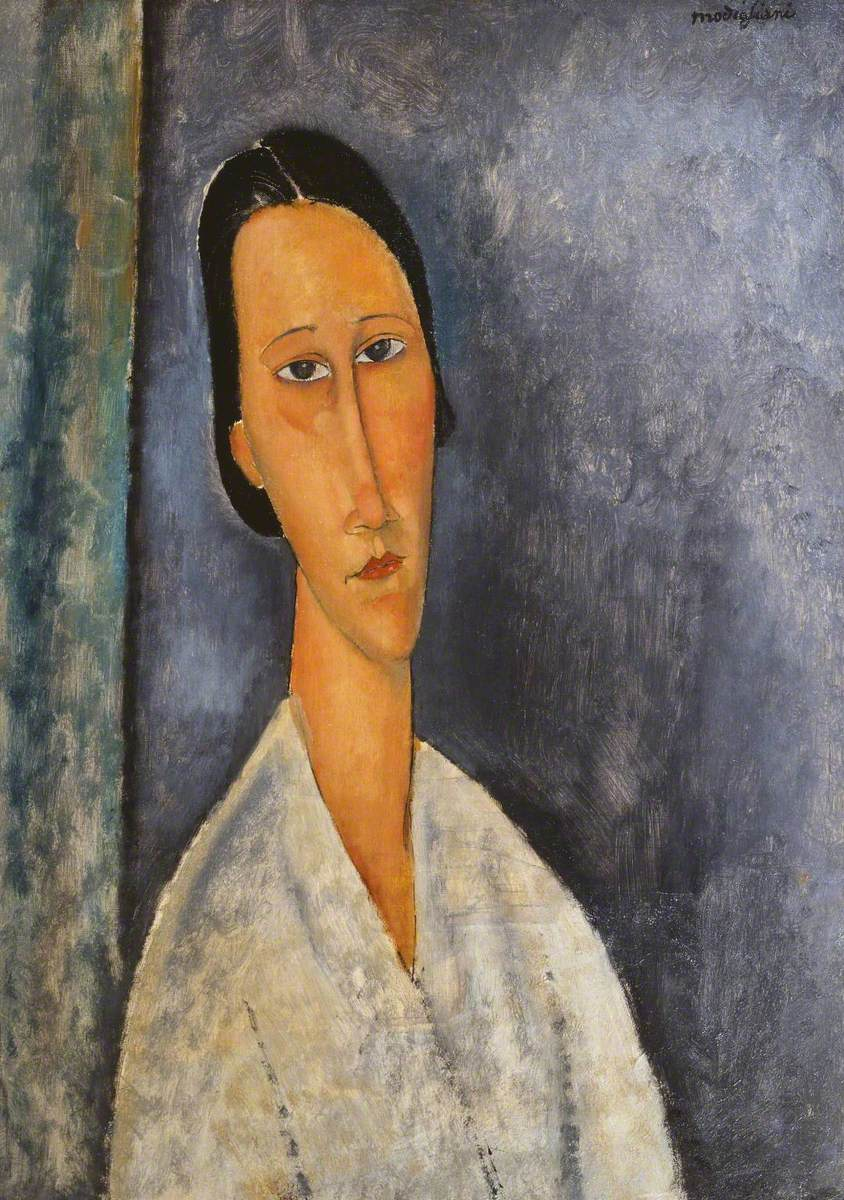
Madame Zborowska, 1918 – Tate, Londres.
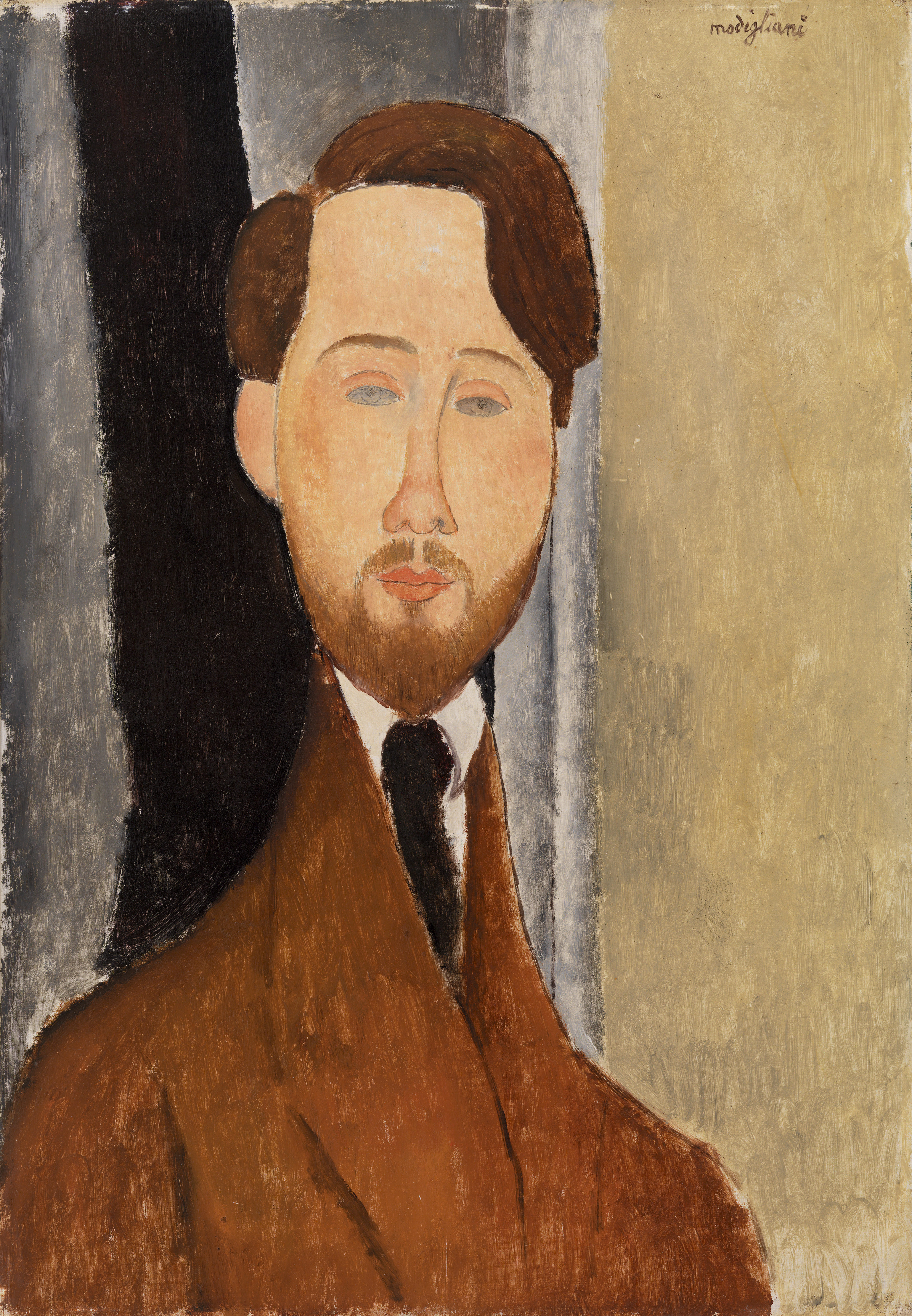
Léopold Zborowski, 1919 – Fondation Barnes, Philadelphie.